# ولادیمیر نوروف
ولادیمیر نوروف (انگلیسی: Vladimir Norov؛ زادهٔ ۳۱ اوت ۱۹۵۵) یک سیاست‌مدار اهل ازبکستان است.